# Noreia
Noreia er navnet på en forsvunden by i Østalperne. Julius Cæsar giver indtryk af, at Noreia var hovedstaden i kongeriget Noricum. Plinius den Ældre (23 – 79 e.v.t.) regnede Noreia blandt de byer, som var gået under. Flere steder i Kärnten og Steiermark i Østrig har været overvejet som stedet, men hvor Noreia virklig lå er aldrig bevist.
I 1929 troede man at Noreia var fundet i den lille landsby St. Margarethen am Silbersee, i Steiermark. Den 26. december 1930 blev St. Margarethen omdøbt til Noreia, men nu ved man at fundet fra Noreia (St. Margarethen) stammer fra middelalderen. Blot nogle få kilometer fra Noreia (St. Margarethen) ligger Neumarkt in Steiermark, hvor man allerede i det 18. århundrede formodede Noreia lå.